# Campylenchia tatei
Campylenchia tatei är en insektsart som beskrevs av Goding. Campylenchia tatei ingår i släktet Campylenchia och familjen hornstritar. Inga underarter finns listade i Catalogue of Life.